# Monteforte Cilento
Monteforte Cilento è un comune italiano di 539 abitanti della provincia di Salerno in Campania.

## Geografia fisica

### Territorio
Situato in una posizione dominante rispetto la valle dell'Alento, alla base del monte Chianiello, il territorio montefortese è caratterizzato da ampi dislivelli che vanno dai 150 metri s.l.m. ai 1319 metri s.l.m.
Il territorio è prevalentemente caratterizzato da pascoli, boschi di castagni e querce con presenza di rocce aspre.
- Classificazione sismica: zona 2 (sismicità media), Ordinanza PCM. 3274 del 20/03/2003.

## Storia
Nato come piccolo castrum in epoca romana, si sviluppò all'epoca delle invasioni barbariche grazie agli apporti migratori delle vicine località distrutte. Tuttavia esso non perse le caratteristiche militari di luogo abitato circondato da un recinto fortificato. L'abitato iniziò a spopolarsi già nel Medioevo inoltrato, quando il prevalere dell'importanza militare e civile delle zone costiere, comportò una diminuzione della popolazione di molti centri dell'interno costruiti intorno ai castelli. I materiali di risulta della Monteforte fortificata furono utilizzati per la costruzione di chiese ed altri edifici e verso la metà del Settecento e Ottocento il paese si abbellì di alcuni palazzi (Gorga, Fonte, Baronale, Cerulli). Nel 1828 la banda Capozzoli, operante nella zona, fu tra le protagoniste dei moti del Cilento.
Dal 1811 al 1860 ha fatto parte del circondario di Gioi, appartenente al distretto di Vallo del regno delle Due Sicilie.
Dal 1860 al 1927, durante il regno d'Italia ha fatto parte del mandamento di Gioi, appartenente al circondario di Vallo della Lucania.

## Società

### Evoluzione demografica
Abitanti censiti

## Infrastrutture e trasporti

### Strade
- Strada provinciale 13/b Trentinara-Monteforte Cilento;
- Strada provinciale 13/c Monteforte Cilento-bivio Magliano-Stio.
- Strada provinciale 159/a Stio-Gorga-Cicerale.
- Strada provinciale 414 Innesto SP 13 (Monteforte Cilento)-Roccadaspide.

## Amministrazione

### Sindaci
| Periodo        | Periodo        | Primo cittadino     | Partito                     | Carica  | Note |
| -------------- | -------------- | ------------------- | --------------------------- | ------- | ---- |
| 6 giugno 1993  | 27 aprile 1997 | Francesco Salerno   | DC                          | Sindaco |      |
| 27 aprile 1997 | 13 maggio 2001 | Rosario Sangiovanni | centro-sinistra             | Sindaco |      |
| 13 maggio 2001 | 28 maggio 2006 | Rosario Sangiovanni | lista civica                | Sindaco |      |
| 29 maggio 2006 | 15 maggio 2011 | Antonio Manzi       | lista civica                | Sindaco |      |
| 16 maggio 2011 | 3 ottobre 2021 | Antonio Manzi       | lista civica Per Monteforte | Sindaco |      |
| 4 ottobre 2021 | in carica      | Bernardo Mottola    | lista civica Per Monteforte | Sindaco |      |

### Altre informazioni amministrative
Le competenze in materia di difesa del suolo sono delegate dalla Campania all'Autorità di bacino regionale Sinistra Sele.